# Marforio
Marforio è un'enorme scultura marmorea di epoca romana, risalente al I secolo, raffigurante forse il dio Nettuno, l'Oceano o il Tevere. Fu una delle sei statue parlanti di Roma, forse la più nota dopo Pasquino. La statua è conservata nei Musei Capitolini.

## Storia e collocazione
Fu rinvenuta intorno al 1510 nel Foro di Augusto, presso il tempio di Marte Ultore, nell'area poi denominata Foro di Marte, da cui è probabile provenga il nome, per deformazione dal nome latino del luogo (Martis forum); una seconda ipotesi si riferisce a un'iscrizione sulla base delle statua che, secondo un documento del 1588, riportava "MARE IN FORO": non si hanno però notizie certe sull'effettiva esistenza di tale iscrizione. Una terza ipotesi fa derivare la denominazione dal nome di una famiglia Marioli o Marfuoli, che aveva delle proprietà nei pressi del Carcere Mamertino, dove la statua sarebbe rimasta fino al 1588. Un'interessante ipotesi è quella riportata da alcuni storici, secondo la quale la statua sarebbe una personificazione del fiume Nera; dalla locuzione Nar Fluvius ("fiume Nera" in latino) deriverebbe il nome Marforio. Questa tesi viene riportata in alcuni versi del Morelli.
La scultura fu inizialmente collocata ai piedi del clivus argentarius, che in quegli anni assunse il nome popolare di Salita di Marforio; da lì fu spostata, per volere di papa Sisto V, prima sulla piazza di S. Marco (accanto a Madama Lucrezia) e poi sulla piazza del Campidoglio, sul lato del muro di terrapieno dell'Aracoeli, a ornamento di una fontana progettata da Giacomo Della Porta. Nel 1594 fu restaurata, con la ricostruzione di una parte del viso, del piede destro e della mano sinistra.
A metà del XVII secolo papa Innocenzo X fece spostare di nuovo statua e fontana, a causa di lavori di sbancamento verso Santa Maria in Aracoeli, necessari per l'edificazione del Palazzo Nuovo che doveva completare la piazza del Campidoglio. L'intero gruppo fu poi inserito nel cortile dello stesso Palazzo Nuovo dove si trova attualmente. In occasione del trasferimento operato da Sisto V fu rinvenuta anche la grande vasca circolare di cui la statua era l'ornamento, che però fu inizialmente lasciata al suo posto e utilizzata come abbeveratoio. Nel 1816 anche la vasca fu trasferita ai piedi dell'obelisco di piazza del Quirinale, nella sede in cui si trova attualmente.
Più delle altre cinque statue parlanti, Marforio è il protagonista di numerosi dialoghi a distanza con Pasquino, una sorta di botta e risposta su problemi sociali e politici: si tratta delle pasquinate, finalizzate a colpire in modo anonimo i personaggi pubblici più in vista nella Roma del XVI e XVII secolo. Fino al 2008 era possibile accedere liberamente al cortile che ospita la statua, in seguito inserito nel percorso di visita dei Musei Capitolini.

## Descrizione
La statua, di dimensioni monumentali (610x242cm ), raffigura un personaggio maschile semisdraiato sul fianco sinistro, nudo a eccezione di un manto che gli avvolge il braccio sinistro e la parte inferiore del corpo, dal bacino in giù. La figura è dotata di una folta capigliatura e di una barba parimenti riccioluta. L'iconografia rimanda a una divinità acquatica o alla personificazione di un corso d'acqua; la conchiglia che stringe nella mano destra, aggiunta nel restauro del 1594, ha stabilito la sua identificazione postuma col dio Oceano.